# Cyrtomium yamamotoi
Cyrtomium yamamotoi är en träjonväxtart som beskrevs av Tag. Cyrtomium yamamotoi ingår i släktet Cyrtomium och familjen Dryopteridaceae. Inga underarter finns listade.